# Klasov
Klasov – wieś i gmina (obec) w powiecie Nitra, w kraju nitrzańskim na Słowacji. Znajduje się na Nizinie Naddunajskiej, w kierunku na południowy wschód od miasta Nitra. Położona jest w widłach potoków Teplá i Babindolský potok. 